# Martha Higareda
Martha Elba Higareda Cervantes (* 24. srpna 1983 Villahermosa, Tabasco, Mexiko) je mexická herečka, producentka a scenáristka.

## Životopis
Narodila se ve městě Villahermosa v mexickém státě Tabasco jako dcera herečky Marthy Cervantes a umělce a terapeuta Joseho Luise Higaredy. Její sestrou je herečka Miriam Higareda. Už od útlého věku hrála v divadle a také se věnovala tanci, zejména jazzu, flamencu, stepu a folklórnímu tanci. Ve čtrnácti letech se přestěhovala do Ciudad de México, aby se mohla věnovat herecké kariéře. Byla nadanou studentkou, a tak mohla jít na vysokou školu o sedm let dříve, ve věku 15 let. Studovala komunikaci na soukromé vysoké El Tecnologico de Monterrey. O rok později se k ní přistěhovaly také její matka a sestra a chodily s ní na kurzy herectví.
Režisér Alfonso Cuarón hledal představitelku Cecilie do svého filmu Mexická jízda a Higareda roli získala, ale nakonec ji musela odmítnout, protože byla v té době ještě nezletilá a kvůli roli by se ve filmu musela úplně svléknout. Cuarón ji nicméně povzbudil, aby v hraní pokračovala. Higareda tedy krátce nato změnila svůj obor na vysoké škole a začala studovat múzická umění. V roce 2002 ztvárnila svou první hlavní roli ve filmu Amarte Duele, který režíroval Fernando Sariñana a získala za něj cenu Silver Goddess Award.
V roce 2003 získala hlavní roli v mexickém seriálu Enamórate. Zahrála si hlavní role například ve filmech 7 dní nebo Sexo, amor y otras perversiones, za nějž získala další cenu Silver Goddess Award. V roce 2006 byla nominována na cenu mexické filmové akademie pro herečku ve vedlejší roli za film Tam, kde končí nebe. O rok později se objevila ve filmu Niñas Mal, kde ztvárnila tvrdohlavou Adelu. Ve stejném roce se objevila i ve svém první americkém filmu, Borderland. Když se film promítal na American Film Market, přišel k ní agent a představil ji Craigovi Shapirovi, s nímž začala od té doby spolupracovat na své produkční společnosti. Shapiro ji též přesvědčil, aby se přestěhovala do Los Angeles. V roce 2008 se přestěhovala do Hollywoodu, aby mohla chodit na konkurzy a studovat scenáristiku. Ve stejném roce se objevila ve filmu Davida Ayera, Street Kings, kde hrála po boku Keanu Reevese, Hugha Laurieho a Foresta Whitakera.
Ve věku 25 let napsala a produkovala svůj první nezávislý film, Te presento a Laura. V roce 2012 ztvárnila americkou reportérku ve filmu Hello Herman. V roce 2015 se objevila ve vedlejší roli ve filmu McFarland: Útěk před chudobou režisérky Nikki Caro. V roce 2016 hrála hlavní roli ve filmu No manches, Frida, který též produkovala. V roce 2019 vzniklo jeho pokračování s názvem No Manches Frida 2. V roce 2018 hrála roli vyšetřovatelky Kristin Ortegy v seriálu Půjčovna masa, který produkoval Netflix.

## Filmografie

### Film
| Rok  | Název                           | Role              | Poznámky                       |
| ---- | ------------------------------- | ----------------- | ------------------------------ |
| 2002 | Amar te duele                   | Renata            |                                |
| 2003 | El Sueño de Elias               | Maria v 18 letech |                                |
| 2003 | Čekání na štěstí                | Celia             |                                |
| 2003 | Mujer Dormida                   | Mariana           | krátkometrážní film            |
| 2004 | Al Otro Lado                    | Erendira          |                                |
| 2004 | Volver, Volver                  | Monica            | krátkometrážní film            |
| 2005 | 7 dní                           | Gloria            |                                |
| 2006 | Sexo, Amor y Otras Perversiones | María             |                                |
| 2006 | Tam, kde končí nebe             | Elisa             |                                |
| 2006 | Así del precipicio              | Cristina          |                                |
| 2007 | Za hranicí strachu              | Valeria           |                                |
| 2007 | Niñas Mal                       | Adela León        |                                |
| 2007 | La leyenda de la Nahuala        | Xochitl (dabing)  |                                |
| 2007 | Hasta el viento tiene miedo     | Claudia           |                                |
| 2008 | All Inclusive                   | Camila            |                                |
| 2008 | Street Kings                    | Grace Garcia      |                                |
| 2010 | Sejmi eso 2                     | Ariella Martinez  |                                |
| 2010 | Los Dos Perez                   |                   | krátkometrážní film            |
| 2010 | Sin Memoria                     | Monica            |                                |
| 2010 | Lluvia de Ideas                 |                   |                                |
| 2010 | Te Presento a Laura             | Laura             | také scenáristka a producentka |
| 2011 | Mariachi Gringo                 | Lilia             |                                |
| 2011 | Malaventura                     | Mitzy             |                                |
| 2012 | Hello Herman                    | Isa Luz           |                                |
| 2014 | Casese quien pueda              | Ana Paula         | také scenáristka a producentka |
| 2015 | McFarland: Útěk před chudobou   | Lupe              |                                |
| 2015 | Una última y nos vamos          | Flor              | také producentka               |
| 2016 | No manches, Frida               | Lucy              |                                |
| 2017 | 3 Idiotas                       | Mariana           |                                |
| 2018 | Marcianos vs. Mexicanos         | Zafiro (dabing)   |                                |
| 2018 | Deadtectives                    | Abril             |                                |
| 2019 | No Manches Frida 2              | Lucy              | také producentka               |
| 2019 | Tod@s caen                      | Mia               | také scenáristka a producentka |

### Televize
| Rok       | Název              | Role                             | Poznámky                    |
| --------- | ------------------ | -------------------------------- | --------------------------- |
| 2003      | Enamórate          | Celeste                          | hlavní role, 125 dílů       |
| 2004      | Gitanas            | mladá Jovanka Sanchez            | díl 1.1                     |
| 2004–2005 | Las Juanas         | Juana Carolina                   | 3 díly                      |
| 2008      | Skip Tracer        | Jennifer Orellana                | TV film                     |
| 2008      | Tiempo final       | Flor                             | díl: „La entrega“           |
| 2010      | Před očima         | Sofia Delgado                    | TV film                     |
| 2010      | Carlos             | Amparo                           | díl: „Première partie“      |
| 2011      | Kriminálka Miami   | Luisa Romero                     | díl: „Nebožtík“             |
| 2013      | Hawaii 5-0         | Flora                            | díl: „Musíme si pomáhat“    |
| 2013      | The List           | María                            | TV film                     |
| 2014      | Milionový lékař    | Viviana Torres                   | vedlejší role, 8 dílů       |
| 2014      | El Mariachi        | Celeste Sandoval                 | díl: „El crimen“            |
| 2017      | Steven Universe    | Topaz (dabing)                   | díl: „Stuck Together“       |
| 2018      | Půjčovna masa      | Kristin Ortega                   | hlavní role, 10 dílů        |
| 2018      | The Final Table    | ona sama (porotce)               | reality show, díl: „Mexico“ |
| 2018–2019 | Queen Of The South | Sobrinha de Don Reynoldo, Castel | 7 dílů                      |
| 2019      | Into the Dark      | Marisol Ramirez                  | díl: „Culture Shock“        |